# Никола Перлић
Никола Перлић (Славонски Брод, 4. фебруар 1912—Вуковар, 19. јануар 1986) био је југословенски фудбалер који је каријеру провео у југословенским и француским фудбалским клубовима, а играо је и за репрезентацију Југославије.

## Биографија
За време Другог светског рата, Перлић је био два пута затворен због деловања у народно—ослободилачком покрету. Преминуо је 19. јануара 1986. године у Борову.

## Каријера
Фудбалску каријеру започео је у Пролетеру Славонски Брод, а професионалну у Марсонији, где је играо од 1929. до 1933. године. Од средине 1993. године играо је за београдски СК Југославија. Пошто је примећен у СК Југославија, 1936. године добио је позив да игра за репрезентацију Југославије. Године 1937. Перлић одлази у Француску и игра за Лил, од 1937. до 1938. године, у Првој лиги Француске. Наредне године враћа се у СК Југославија, са којим игра две године у Првенство Југославије. У августу 1940. године Перлић прелази у Бата Борово, за који игра наредних годину дана. Након завршетка рата наставио је са фудбалом, поново у дресу Бате Борово, који је касније преименован у Славен Борово. Фудбал у Борову играо је до 1953. године након, до своје 41. године.
Прву утакмицу за репрезентацију Југославије имао је 6. септембра 1936. године, када је селекција Пољске поражена са 9:6 у пријатељској утакмици у Београду. Последњи сусрет за репрезентацију Југославије имао је 12. новембра 1939. године, на мечу против репрезентације Мађарске. За репрезентацију Југославије, Перлић је на 8 утакмица постигао 3 гола, укључујући гол за победу 18. маја 939. године против селекције Енглеске у Београду.
Перлић је био ниског раста, чврст и играо је на позицији играча средине терена. Био је активан пуних 25 година, а каријеру завршио као 41-годишњак.